# Saint-Cernin (Lot)
Saint-Cernin è un comune francese soppresso e frazione del dipartimento del Lot della regione dell'Occitania. Dal 1º gennaio 2016 si è fuso con il comune di Saint-Martin-de-Vers per formare il nuovo comune di Les Pechs-du-Vers.

## Società

### Evoluzione demografica
Abitanti censiti